# アルフォンソ1世 (アラゴン王)
アルフォンソ1世（Alfonso I, 1073年/1074年 - 1134年9月8日）は、アラゴン王およびナバラ王（在位：1104年 - 1134年）。サンチョ・ラミレスの次男。ペドロ1世の異母弟、ラミロ2世の同母兄。レコンキスタを積極的に行い、29の戦いに勝利したことから、武人王（戦士王、el Batallador）といわれる。

## 生涯
1104年に死去した兄に男子がなかったため、アラゴン・ナバラ王位を継承した。
アルフォンソ1世はエブロ川進出を図りサラゴサとレリダ攻略を目標に設定、1107年にレリダ近郊を攻撃、ベルチテ、モレーリャなどサラゴサ南方の町を攻略してサラゴサとの連絡を分断、1117年2月からサラゴサ包囲を開始した。翌1118年にローマ教皇ゲラシウス2世がトゥールーズで呼びかけたフランス貴族の十字軍がイベリア半島へ南下、アルフォンソ1世は十字軍の増援を得て同年12月にサラゴサを降伏させた。1120年にもアキテーヌ公ギヨーム9世ら十字軍を加えサラゴサ南西へ進軍、エブロ川支流のハロン川流域の町カラタユーを包囲、救援に現れたムラービト朝アミール・アリー・イブン・ユースフの援軍を打ち破り（クタンダの戦い）、6月にカラタユーを征服、ハロン川流域の他の都市も落とし南へ領土を拡大した。
一方、1109年にカスティーリャ王アルフォンソ6世の娘で女王に即位した又従妹ウラカと結婚したが、この結婚にはカスティーリャ貴族の反対が多く、2人の仲も悪く内乱のきっかけとなったため、1111年に離婚した。2人の間に子供はなかった。1113年からカスティーリャに戦争を仕掛け、1114年にアラゴンへ帰還してからもカスティーリャへの敵対行動を続け、サアグンの反乱を扇動したり、サラゴサ陥落から翌年の1119年にカラオラ・タラソナ・トゥデラ・エピラ・ボルハなどカスティーリャ東部の街を占拠し、西と南に拡張したアラゴンの威信を大いに高めた。
さらに、権威が揺らいだムラービト朝の足元を見透かしてモサラベ（イスラム教国に住むキリスト教徒）がアルフォンソ1世に内通し蜂起を約束、1125年9月にアルフォンソ1世はこれに応えてアンダルシアまで長距離遠征を敢行、バレンシア、ムルシアなどを略奪して通過、1126年1月にグラナダに達した。モサラベの蜂起は起こらなかったが、アルフォンソ1世は1万人のモサラベを連れて帰りエブロ川流域に定住させた。残ったモサラベはムラービト朝に迫害されたが、この遠征でアリーの威信は失墜、反対にアルフォンソ1世の名声は増した。
征服活動の傍らで都市政策、ムデハル（キリスト教領地に住むイスラム教徒）への対応にも目を向け、サラゴサなどアラゴンが占領した都市に留まるムデハルには生活・財産を保障して退去も残留も自由とし、引き続き住むムデハルには市外という条件付きながら居住を許し、キリスト教徒と差別しない寛大な処置を取った。1122年にプエンテ・ラ・レイナにフエロを発布し自治都市の形成を促した他、テンプル騎士団・聖ヨハネ騎士団をイスラム教徒に対する戦力と考え厚遇した。
1127年からカスティーリャ王アルフォンソ7世（ウラカと先夫の子）の反撃に遭い、1131年までに国境を押し戻され西の領地は減少したが、1133年にメキネンサを攻略し東へ進出した。1134年6月にフラガを包囲中、バレンシア総督イブン・ガーニャの待ち伏せにより重傷を負い、9月8日に死亡した。
アルフォンソ1世は自らの死後、王国をテンプル騎士団・聖ヨハネ騎士団などの諸騎士団に遺贈する遺言状を作成したが、遺言に反対したアラゴン貴族は、ロダ＝バルバストロ司教であった弟ラミロを還俗させアラゴン王ラミロ2世とした。一方、ナバラにおいては、ナバラ貴族がガルシア5世の曾孫ガルシア6世をナバラ王位に就け、アラゴンとナバラの同君連合が解消された。